# Enrico Muscetra
Enrico Muscetra (Alezio, 1946) è un pittore e scultore italiano.

## Attività artistica
Fra le esposizioni personali si ricordano Le lune Amalasunte, tenuta a Roma nel 1984 con catalogo presentato da Renato Guttuso, e L'astrazione lirica, svoltasi nel Palazzo dei Diamanti a Ferrara nel 1993 con catalogo di Enrico Crispolti e Remo Brindisi. Nel 2011 espose all'Istituto italiano di cultura di Cracovia, nell'ambito del Padiglione "Italia nel mondo", evento collaterale della 54ª Biennale di Venezia.
Alcuni suoi lavori, fra cui alcuni bozzetti eseguiti insieme a Ernesto Treccani, figurano nella collezione d'arte del Comune di Seregno. Celebre è il Monumento al riccio eseguito per la città di Gallipoli nel 2001, collocato di fronte al teatro Schipa e spostato nel 2007 su alcuni scogli in prossimità del porto con una cerimonia svoltasi in presenza di Vittorio Sgarbi.
È autore della pubblicazione autobiografica Diario di uno scultore, edita nel 2014 da Lupo Editore.